# Необарок
Необарок (такође и нови барок) је ознака за стилски облик историзма који обухвата све врсте ликовних уметности и који је у 19. веку прихватио циљ да изражава принципе барока насупрот владајућем класицизму. Сликари као што су Ежен Делакроа оријентисали су се на пример на дела Петра Паула Рубенса. Око 1830—40. овај стилски правац је био израз политичког усмеравања ка предреволуционарној Француској те је тако необарок од 1860. године све више постајао репрезентативни стил богате буржоазије.
У Србији је необарок нарочито био изражен у градњи православних цркава у доба Обреновића, па и касније. Најпознатији пример је свакако Саборна црква у Београду.